# Вормизд-Перож
Вормизд-Перож (Ормизд-Перож, Вормздперож, Вормздперуж, Врмздан, Ростак; арм. Որմիզդ-Պերոժ) — гавар в провинции Пайтакаран Великой Армении.

## География
Вормизд-Перож находился на крайнем юго-востоке как самого Пайтакарана, так и всей Великой Армении. С северо-запада гавар граничил со Спандаран-Перожем, с севера с Атши-Багаваном, с востока было Каспийское море, а на юге была граница с Атропатеной.